# Józef Ziółkowski
Józef Julian Ziółkowski (25. srpna 1934 Husjatyn – 5. listopadu 2008 Vratislav) byl polský chemik specializující se na organokovovou chemii, koordinační chemii, fyzikální chemii anorganických sloučenin a homogenní katalýzu.
Působil jako vedoucí Ústavu chemie na Vratislavské univerzitě a po jeho transformaci na Fakultu chemie zastával funkci děkana. Byl také prorektorem této univerzity a předsedou správní rady Nadace pro Vratislavskou univerzitu.
Byl místopředsedou Výboru pro chemii Polské akademie věd, členem Vratislavské vědecké společnosti a šéfredaktorem časopisu Wiadomości Chemiczne. Byl prvním polským chemikem, který obdržel čestný doktorát Jagellonské univerzity v Krakově.

## Vzdělání a kariera

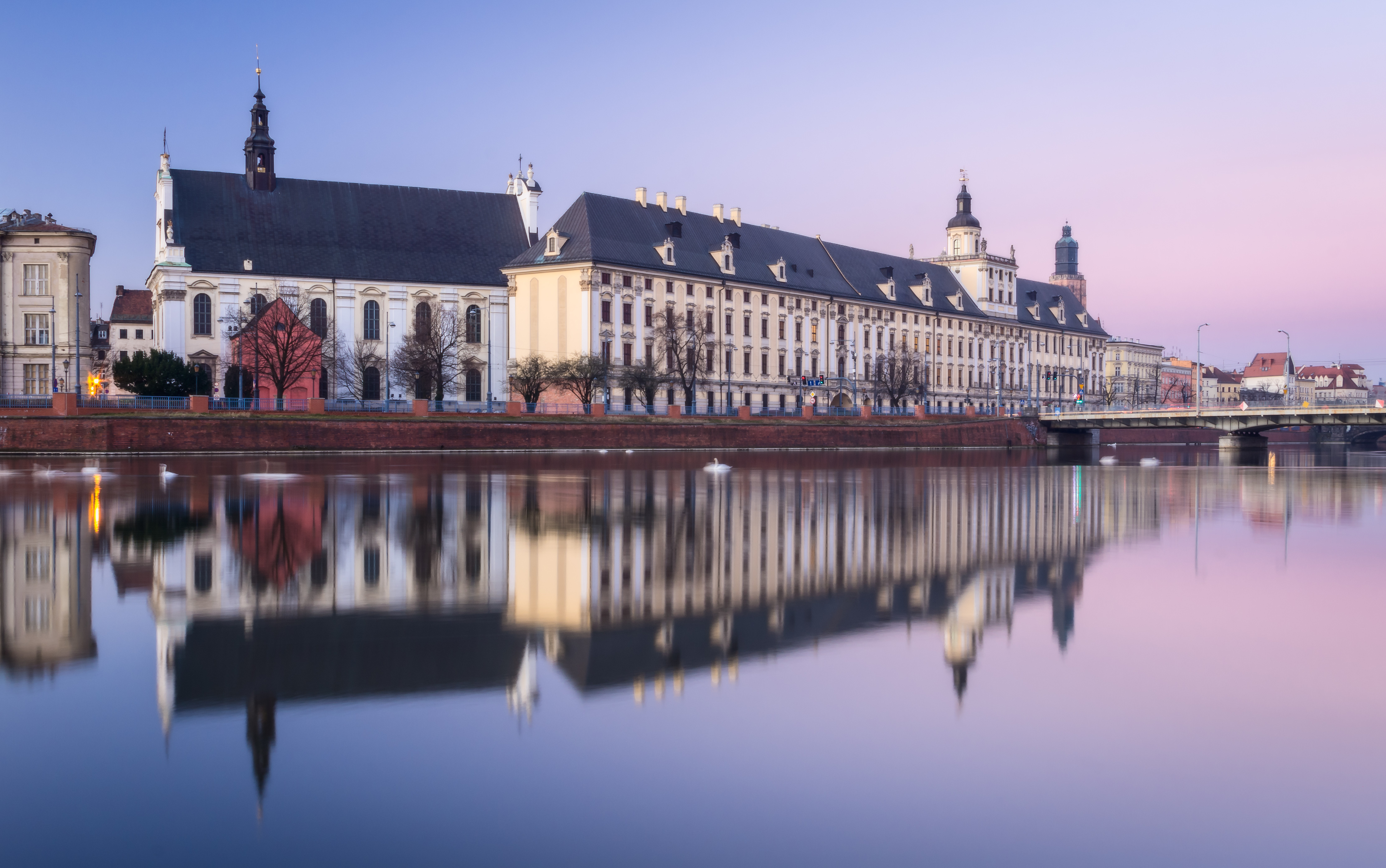
Vratislavská univerzita

V roce 1957 absolvoval Fakultu chemickou na Vratislavské polytechnice. Doktorát získal v roce 1964, habilitoval se v roce 1974, v roce 1976 byl jmenován mimořádným profesorem a v roce 1984 se stal řádným profesorem.
Působil jako vedoucí Ústavu chemie na Vratislavské univerzitě a po jeho transformaci na Fakultu chemie zastával funkci děkana. Vytvořil zde světově proslulé vědecké centrum zabývající se výzkumem v oblasti anorganické fyzikální chemie, včetně koordinační a organokovové chemie a homogenní katalýzy. Tento výzkum inicioval nový směr výzkumu v Polsku.
Byl také prorektorem této univerzity a předsedou správní rady Nadace pro Vratislavskou univerzitu. Byl prvním polským chemikem, který obdržel čestný doktorát Jagellonské univerzity v Krakově.

## Vědecká činnost
Ziółkowski se specializoval na organokovovou chemii, koordinační chemii, fyzikální chemii anorganických sloučenin a homogenní katalýzu. Věnoval se především výzkumu:
- komplexních sloučenin kovů, zejména v oblasti přechodných kovů a jejich koordinační chemie,
- mechanismu homogenní katalýzy, což bylo důležité pro průmyslovou syntézu chemických látek,
- vývoji nových katalyzátorů pro anorganickou i organickou chemii.

## Ocenění

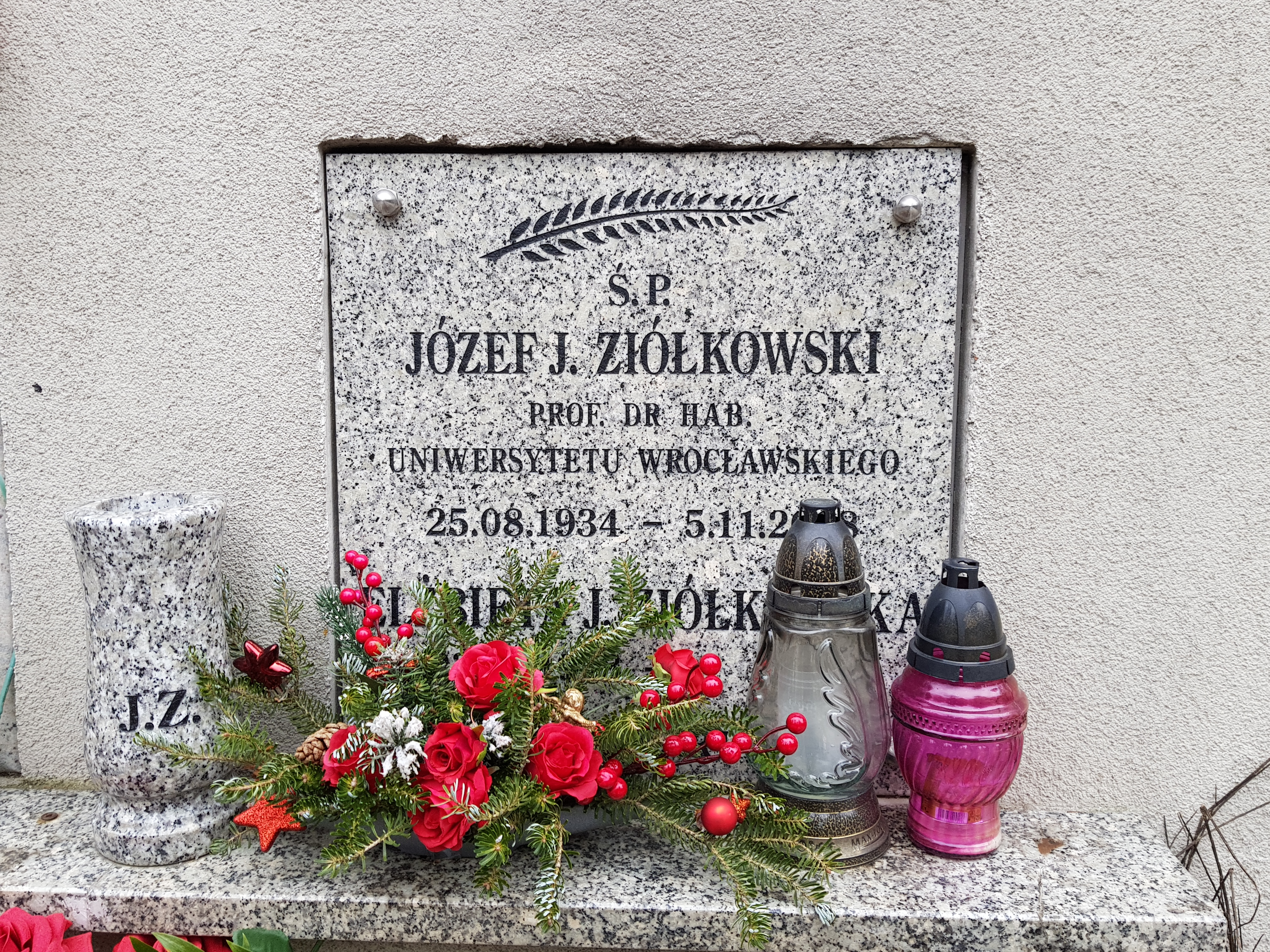
Hrob Józefa Juliana Ziółkowského na hřbitově Grabiszyński ve Vratislavi

- Hrob Józefa Juliana Ziółkowského na hřbitově Grabiszyński ve VratislaviV roce 1970 obdržel Stříbrný kříž za zásluhy.
- V roce 1977 Rytířský kříž Řádu znovuzrozeného Polska.
- V roce 1977 Bronzovou medaili za zásluhy o národní obranu.
- V roce 1977 Medaili Komise pro národní vzdělávání.
- V roce 2001 Komandérský kříž Řádu znovuzrozeného Polska.